# Mustapha Krim
Mustapha Krim est un pasteur algérien, président de l'Église protestante d'Algérie (EPA).
Il est élu président en avril 2007, à la suite du départ du Suisse Ueli Sennhauser, dont le visa n'avait pas été renouvelé
En août 2011, il obtient l'autorisation officielle de l’Église protestante d'Algérie par le ministère de l'Intérieur algérien. Avant cela, la situation était ambiguë, obligeant les chrétiens à exercer dans une semi-clandestinité.